# 충릉령
충릉령 이명길(忠陵令 李命吉, 1617년 - 1683년)은 조선중기의 왕족으로 덕흥대원군의 증손이며, 종실 장림도정 이덕령(長臨都正 李德齡)의 4남이다.

## 생애
조선중기의 왕족으로 본관은 전주, 휘는 명길(命吉)이다. 덕흥대원군의 증손이며, 선조의 백형 하원군의 손자이다. 아버지는 종실 장림도정 이덕령(長臨都正 李德齡)이고, 어머니는 생원(生員) 충주인(忠州人) 어복원(魚復元)의 딸로 신부인 어씨(愼夫人 魚氏)이다.
부인은 첨지(僉知) 개성인(開城人) 최승서(崔承緖)의 딸로 온인 개성최씨(溫人 開城崔氏)와 강릉인(江陵人) 김황(金晃)의 딸로 온인 강릉김씨(溫人 江陵金氏)이다.
장림도정의 4남으로 정사(丁巳) 1617년(광해군 9) 1월 13일 탄생하였다. 통직랑(通直郞) 충릉령(忠陵令)에 봉작받고 1683년(숙종 9) 9월 12일 향년 67세로 별세하여 연천군 연천읍 고문1리 오봉산 유좌로 예장하였다.

## 가족관계
- 아버지 : 장림도정 이덕령(長臨都正 李德齡)
- 어머니 : 신부인 어씨(愼夫人 魚氏), 생원(生員) 충주인(忠州人) 어복원(魚復元)의 딸.
- 1부인 : 온인 개성최씨(溫人 開城崔氏), 첨지(僉知) 개성인(開城人) 최승서(崔承緖)의 딸.
  - 2남 : 이귀한(李龜漢)
  - 3남 : 이주한(李柱漢)
  - 딸 : 충주인(忠州人) 최오봉(崔嗚鳳)에게 출가.
- 2부인 : 온인 강릉김씨(溫人 江陵金氏), 강릉인(江陵人) 김황(金晃)의 딸.
  - 장남 : 이천한(李天漢)